# Sciurus colliaei
Sciurus colliaei (Вивірка Коллі) — вид ссавців, гризунів родини Вивіркових (Sciuridae). Вид названий на честь лейтенанта доктора Александра Коллі (англ. Alexander Collie, 1793—1835), британського фізика, натураліста, дослідника.

## Поширення
Країни поширення: Мексика. Висота проживання: від рівня моря до 1290 м і до 2190 м. Цей вид широко розповсюджений, але з низькою щільністю. Цей вид може бути знайдений в густих лісах уздовж Тихоокеанського узбережжя в тропічних або субтропічних лісах.

## Підвиди
S. c. colliaei (Richardson, 1839)

S. c. nuchalis (Nelson, 1899)

S. c. sinaloensis (Nelson, 1899)

S. c. truei (Nelson, 1899)

## Морфологія
Верх тіла жовтувато-сірий, боки блідіші ніж спина, низ білий (дуже рідко біло-помаранчевий чи помаранчевий). Основа хвоста такого ж кольору що й спина, решта зверху чорна, посипана білим, а знизу сиво-сіра чи чорнувато-жовта, обрамлена білим. Випадки меланізму не відомі. Зубна формула: I 1/1, C 0/0, P 1-2/1, M 3/3 = 22-24.

## Поведінка
Це плодоядна і травоїдна тварина, що харчується горіхами й інжиром. Гнізда з гілок і листя можуть бути в дуплах дерев або в густому гіллі дерев. Розмноження відбувається в березні і квітні.

## Загрози та охорона
Хоча це не розглядають як серйозні загрози, однак вид потерпає від вирубки лісу і полювання на їжу. Ніяких конкретних заходів по збереженню цього виду не проводиться. Є природоохоронні території в межах розповсюдження виду.